# Juninho Play e Família
Juninho Play e Família é uma websérie de desenho animado brasileira, baseada no famoso personagem Juninho Play, criado e interpretado por Samantha Schmutz no humorístico Zorra Total. Além de Juninho Play, a criança prodígio Marina e a senhora caolha Leonina, também interpretadas por Samantha Schmütz no mesmo programa, estão incluídas na websérie, fazendo parte da Família Play.

## Enredo
Juninho Play é um baixinho, típico malandro carioca. Ele está sempre a fim de fugir dos estudos e azarar as gatinhas, se metendo em muitas confusões ao lado de sua família e seus amigos.

## Elenco e personagens (Vozes)

### Principais
- Juninho Play (Samantha Schmütz) - Adolescente carioca, baixa estatura mas com auto-estima muito maior do que seu tamanho. Safo, simpático, típico malandrinho carioca. Torce pelo Flamingo.
- Antonio (Marcelo Adnet) - Casado com Betina, filho de Leonina Borges, pai de Juninho e Marina. Lutador e dono de uma academia no mesmo bairro onde moram “Copabanana”. Torce pelo Botaágua.
- Betina (Ivete Sangalo) - Casada com Antonio, mãe de Juninho e Marina, dona de casa, vive arrumando a bagunça de todos e tem que aguentar a constante implicância da sogra Leonina por conta do ciúme que ela tem de seu filho Antonio, vira e mexe rola algum arranca-rabo.
- Marina (Samantha Schmütz) - Irmã de Juninho Play, tem 10 anos, porém é esperta demais para a sua idade. Vive fazendo comentários desapropriados colocando todos em saia justa. Adora implicar e caguetar as peripécias de seu irmão.
- Dete (Paulo Gustavo) - Mãe de Magrão, melhor amigo de Juninho. Sempre criou seu filho sozinha, o pai nunca deu um real para ajudar a criá-lo. É vizinha da Família Play, sua janela dá direto para o quintal da casa da família, o que facilita os pitacos e interferências que Dete adora disparar pela janela!
- Leonina (Samantha Schmütz) - Matriarca da família Play, mãe de Antonio, Leonina é avó paterna de Juninho e Marina. Viúva e uma alcoólatra voraz, em certos momentos fala coisas do passado como se fossem hoje, mas sua lucidez funciona muito bem quando lhe interessa.
- Magrão (Sérgio Loroza) - Filho de Dete, melhor amigo de Juninho e fã do Golrinthians. Mora no prédio ao lado e vive enfurnado na casa de Juninho, gosta muito de comer, jogar vídeo game e assistir luta de MMA com seu melhor amigo. Um menino doce e simpático querido por todos! Inseparáveis ele e Juninho estão sempre procurando a próxima aventura!
- Zeca (Marcus Majella) - Papagaio, e o fiel escudeiro da matriarca da família. Ele é diferente dos outros papagaios, isto pode ser notado no momento em que ele saiu de seu ovinho já abanando as suas penas de maneira diferente dos irmãos. Uma espécie de patinho feio. Não por ser feio e sim por ser diferente.
- Shade (Fernando Caruso) - Rottweiler que está com Juninho há 6 anos desde quando foi dado por Antonio Play de presente para ele em seu aniversário de 10 anos. Shade tem esse nome pois chegou cheio de pulga então como uma piada e um trocadilho Juninho o nomeou "Cheidi" adaptando para a escrita "Shade" que possui a mesma sonoridade.

## Produção
"Juninho é um personagem que fiz muito tempo no Zorra Total e que era muito querido por crianças e adultos, mas que eu não quero fazer para sempre. Pretendo fazer outras coisas. Meu marido, na época meu namorado, então sugeriu um desenho animado. Era uma forma de manter o personagem vivo sem eu precisar estar presente. Abrimos uma produtora e chamamos vários amigos talentosos", disse Samantha Schmütz em uma entrevista sobre a websérie.
A ideia existe desde 2013, e o projeto inicial era fazer 5 episódios especiais para a Copa do Mundo FIFA de 2014, e serem exibidos pelo canal Multishow.
A música-tema da websérie é cantada por Black Alien, composta por Samantha Schmütz e Black Alien e produzida por DJ PG.

## Episódios
| Temporada | Temporada | Episódios | Exibição              | Exibição               |
| Temporada | Temporada | Episódios | Estreia de temporada  | Final de temporada     |
| --------- | --------- | --------- | --------------------- | ---------------------- |
|           | 1         | 14        | 4 de setembro de 2015 | 22 de dezembro de 2015 |

### 1.ª Temporada (2015)
| # | Título                   | Roteiro                                                                   | Estreia                |
| --- | ------------------------ | ------------------------------------------------------------------------- | ---------------------- |
| 1 | "Independência ou Morte" | Samantha Schmütz                                                          | 4 de setembro de 2015  |
| Flagrado no computador por sua mãe, Juninho Play decide que precisa de uma chave para o seu quarto para ter sua independência e privacidade. E, é claro que a família Play inteira resolve se meter. |                          |                                                                           |                        |
| 2 | "Peito Caído"            | Samantha Schmütz                                                          | 15 de setembro de 2015 |
| Leonina pede para Juninho Play dar banho no Shade e ele precisa se esconder com o Magrão para que sua vó não descubra que ele ainda não cumpriu a tarefa.                                            |                          |                                                                           |                        |
| 3 | "O Dia da Família"       | Samantha Schmütz, Fil Braz e Flavia Reis                                  | 22 de setembro de 2015 |
| A Família Play resolve fazer um churrasco no quintal para comemorar o tradicional Dia da Família. |                          |                                                                           |                        |
| 4 | "Panela Quente"          | Fil Braz                                                                  | 29 de setembro de 2015 |
| Durante o horário eleitoral a Família Play adere ao panelaço puxado pela Leonina. Nota: "Escrava Isausta" é uma clara referência à novela Escrava Isaura.                                            |                          |                                                                           |                        |
| 5 | "Intimidade"             | Samantha Schmütz, Fil Braz e Flavia Reis                                  | 6 de outubro de 2015   |
| Privacidade no banheiro é algo impossível de ser alcançado quando se trata da Família Play. Quanta intimidade!                                                                                       |                          |                                                                           |                        |
| 6 | "A Redação"              | Samantha Schmütz, Fil Braz e Flavia Reis                                  | 13 de outubro de 2015  |
| Marina vence o concurso de redação da escola com um tema muito inusitado. Só podia ser ela! |                          |                                                                           |                        |
| 7 | "Vale Tudo"              | Samantha Schmütz, Fil Braz, Flavia Reis e Bruno Drummond                  | 20 de outubro de 2015  |
| Dona Leonina implica com Juninho, Magrão e Marina e acaba entrando na maior briga com Betina! |                          |                                                                           |                        |
| 8 | "O Baile"                | Samantha Schmütz, Fil Braz e Flavia Reis                                  | 27 de outubro de 2015  |
| Betina acaba com os planos de Juninho Play e Magrão para a noite e a Família Play acaba dando um jeito para que todos se divirtam juntos.                                                            |                          |                                                                           |                        |
| 9 | "Que Dia É Hoje?"        | Fil Braz                                                                  | 3 de novembro de 2015  |
| Betina pergunta para Antonio qual é o dia de hoje e ele precisa da ajuda da Família Play para saber se esqueceu de alguma data especial.                                                             |                          |                                                                           |                        |
| 10 | "Wheybado"               | Samantha Schmütz, Fil Braz, Flavia Reis e Arnaldo Branco                  | 10 de novembro de 2015 |
| Antônio só queria um shake. Mas nada é tão simples quando Leonina e Betina entram na disputa. |                          |                                                                           |                        |
| 11 | "Vende-se"               | Samantha Schmütz                                                          | 17 de novembro de 2015 |
| Betina não aguenta mais a bagunça da casa. Imagina se ela resolver vender tudo que rolo que vai dar!                                                                                                 |                          |                                                                           |                        |
| 12 | "Quem foi?"              | Samantha Schmütz, Fil Braz, Flavia Reis e Bruno Drummomd                  | 24 de novembro de 2015 |
| Um vaso quebrado. Juninho ou Marina? Quem foi? É claro que vai dar rolo! |                          |                                                                           |                        |
| 13 | "Família Play"           | Samantha Schmütz, Daiane Mateus Furlan, Douglas Ayres e Mirella Demartini | 15 de dezembro de 2015 |
| Nota: Esse episódio é o clipe da música-tema da websérie. |                          |                                                                           |                        |
| 14 | "Especial de Natal"      | Samantha Schmütz, Fil Braz, Flavia Reis e Leandro Soares                  | 22 de dezembro de 2015 |
| Na casa da Família Play o Natal está cheio de surpresas. Será que vai dar rolo? Nota: Esse episódio tem 5 minutos de duração.                                                                        |                          |                                                                           |                        |